# Viaducto Črni Kal
El Viaducto Črni Kal es el viaducto más largo y alto en Eslovenia Está localizado en la autopista A1 sobre el Valle Osp cerca de la localidad de Gabrovica, a aproximadamente 20 km de Koper.
El viaducto tiene 1065 m de largo y está soportado por 11 columnas, la más alta llegando a 87.5 m. La construcción empezó en 2001 y el viaducto fue abierto al tráfico el 23 de septiembre de 2004. Cuando la construcción estaba casi concluida en mayo de 2004 sirvió de etapa en el Giro de Italia.
- Datos: Q1085897
- Multimedia: Črni Kal Viaduct / Q1085897